# 모델로궁 (리예카)

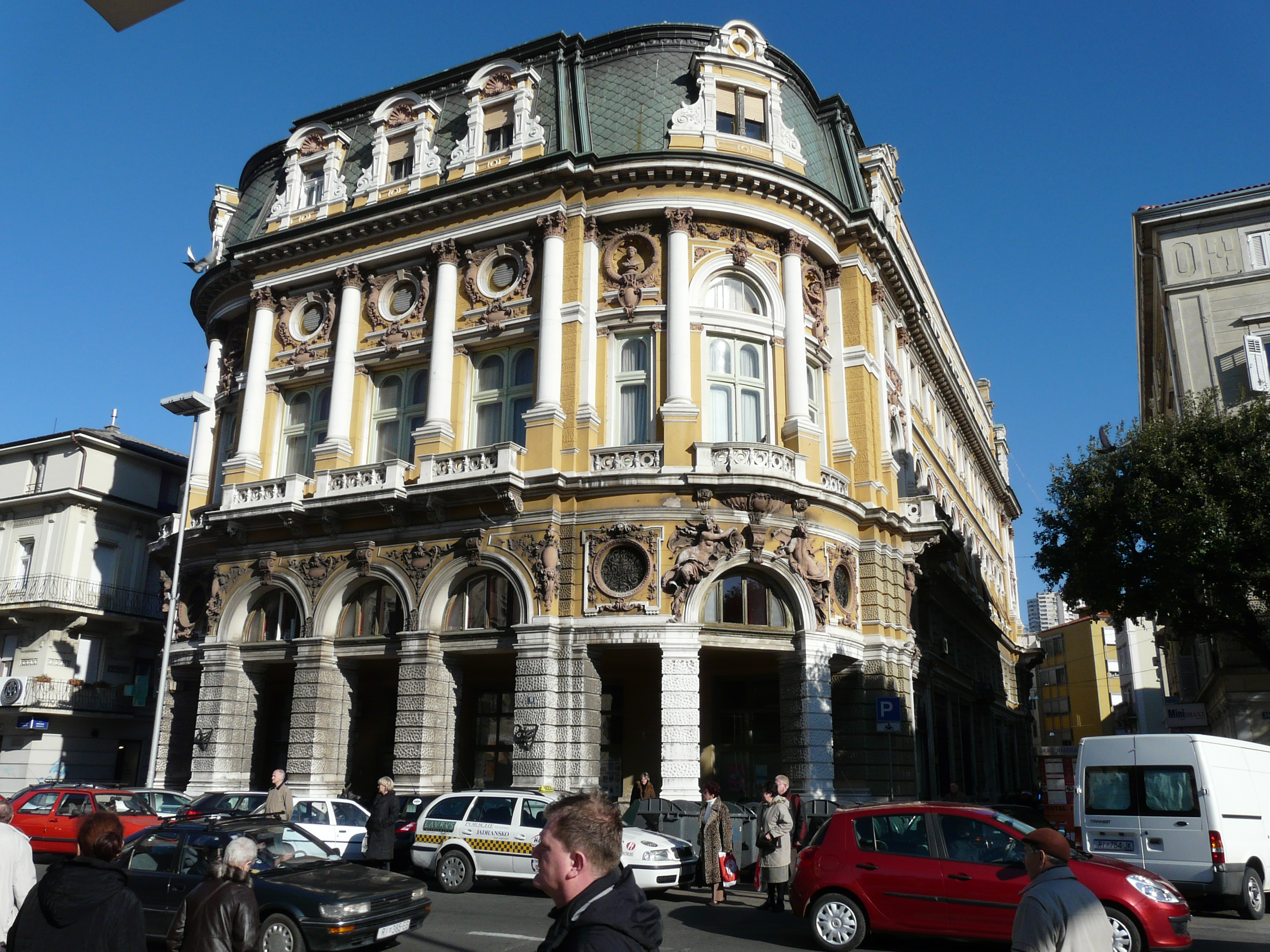
모델로궁

모델로궁(크로아티아어: Palača Modello)은 크로아티아 프리모레고르스키코타르주 리예카에 있는 궁전이다. 1883년에 철거된 아다미체프 극장(크로아티아어: Adamićev) 자리에 착공하여, 1885년에 완공되었다.